# Klášterec nad Ohří
Klášterec nad Ohří (deutsch Klösterle an der Eger) ist eine Stadt im Okres Chomutov in Tschechien.

## Geographie

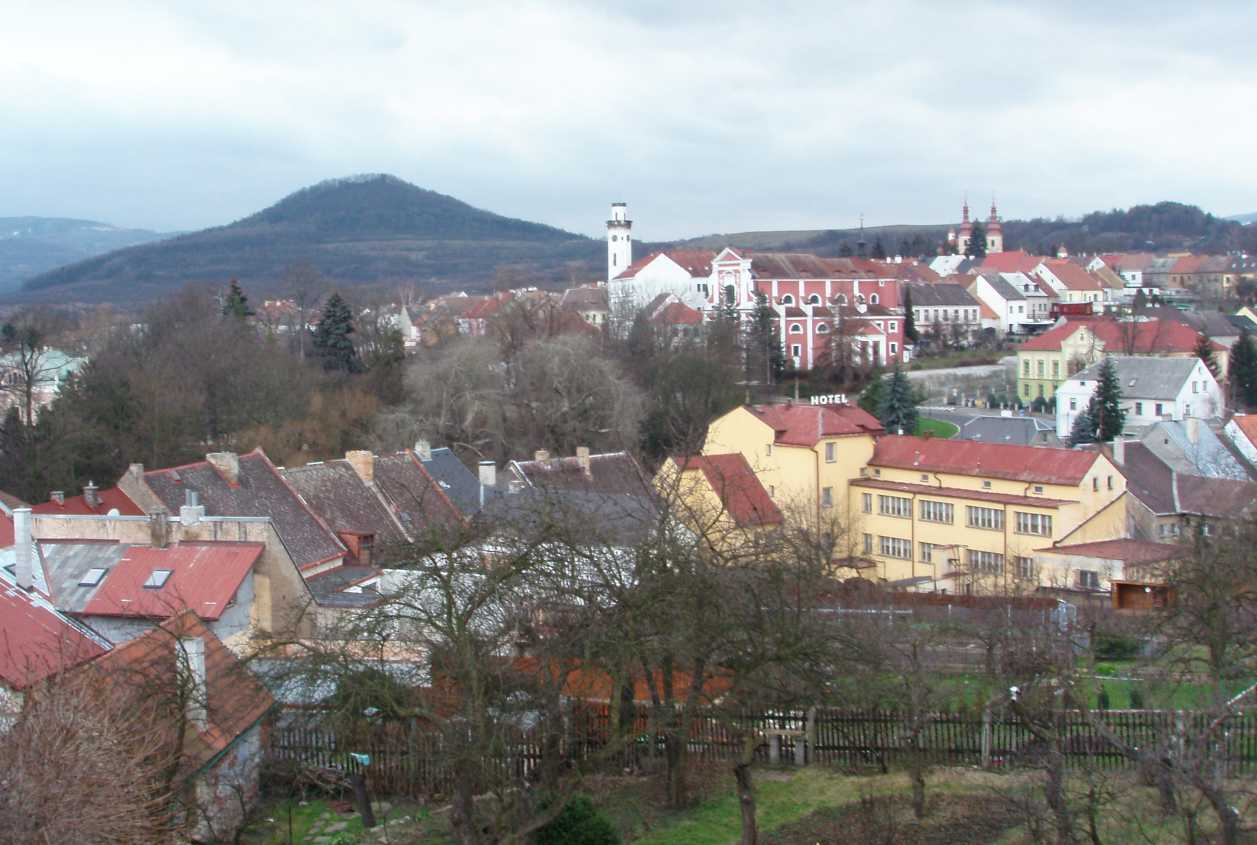
Stadtkern und nähere Umgebung, im Hintergrund der Berg mit der Ruine Schönburg

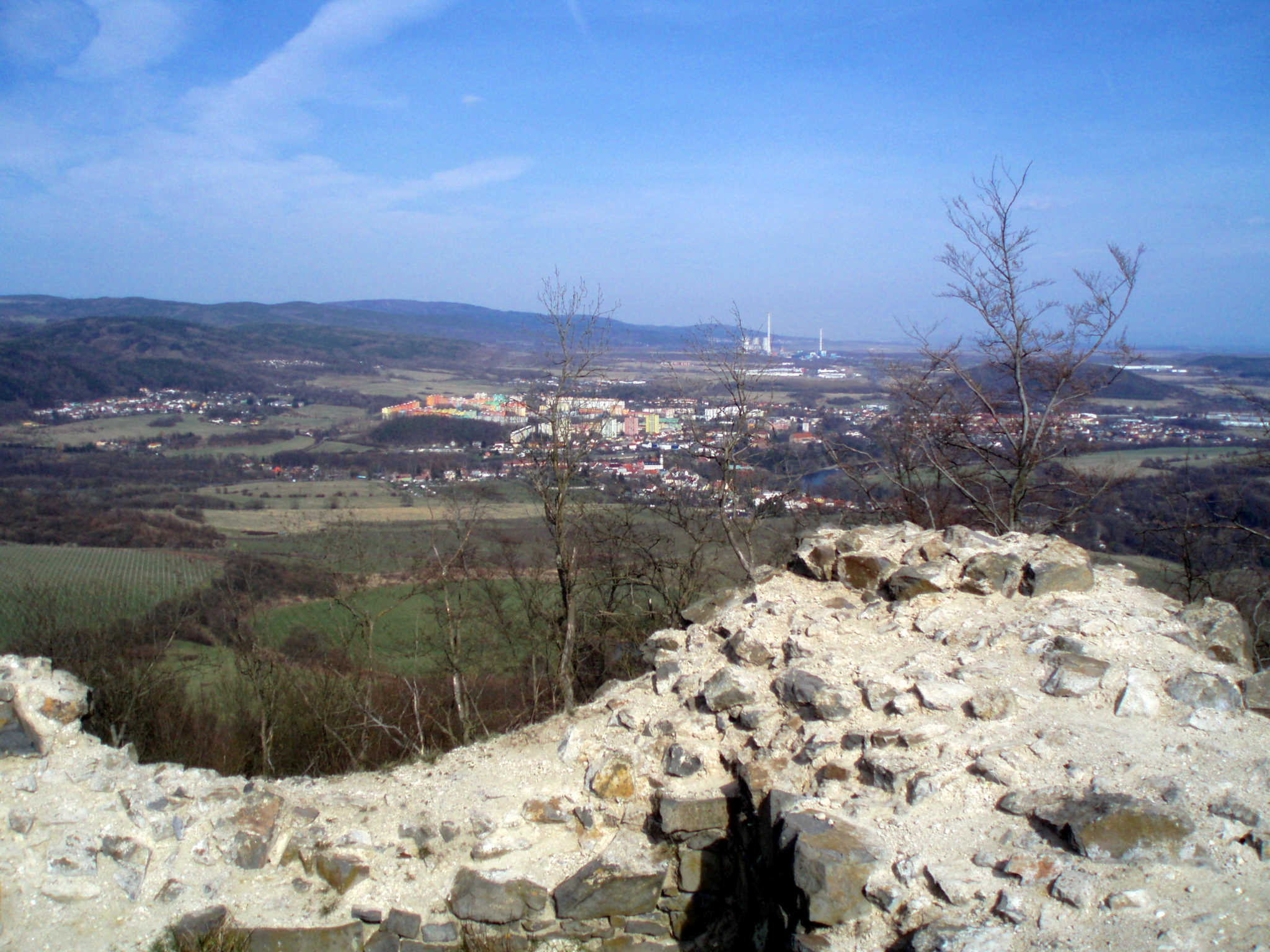
Blick von der Schönburg auf die Stadt Klösterle

### Geographische Lage
Die Stadt liegt in Nordwestböhmen im Tal der Eger, an deren linkem Ufer,  zwischen dem Erzgebirge und dem Duppauer Gebirge. In die Eger mündet hier der Breite Bach.

### Stadtgliederung
Klášterec nad Ohří besteht aus den Ortsteilen Ciboušov (Ziebisch), Hradiště (Radis), Klášterec nad Ohří (Klösterle an der Eger), Klášterecká Jeseň (Geßeln), Lestkov (Leskau an der Eger), Mikulovice (Niklasdorf), Miřetice u Klášterce nad Ohří (Meretitz), Rašovice (Roschwitz), Suchý Důl (Dörnthal), Šumná (Schönburg), Útočiště (Zuflucht) und Vernéřov (Wernsdorf). Grundsiedlungseinheiten sind Ciboušov, Holubí vrch, Horní Miřetice (Obermeretitz), Hradiště (Radis), K Ciboušovu, Klášterec nad Ohří-střed, Klášterecká Jeseň, Kunov (Kunau), Vysoké (Haadorf), Lestkov, Mikulovice, Nad Útočištěm, Nový Vernéřov (Neuwernsdorf), Pavlov (Ahrendorf), Petlérská-východ (Bettlern), Petlérská-západ (Bettlern), Pod Šumnou, Pod vyhlídkou, Potočná (Schönbach), Rašovice, Staré Miřetice (Alt-Meretitz), Suchý Důl, Šumná (Schönburg), U Kláštereckého potoka, U Ohře, U třešňovky, Útočiště, Velká Lesná (Großspinnelsdorf), Vernéřov und Za starou porcelánkou.
Das Gemeindegebiet gliedert sich in die Katastralbezirke Hradiště u Vernéřova, Klášterec nad Ohří, Klášterecká Jeseň, Kunov, Lestkov u Klášterce nad Ohří, Mikulovice u Vernéřova, Miřetice u Klášterce nad Ohří, Pavlov u Vernéřova, Potočná u Vernéřova, Rašovice u Klášterce nad Ohří, Suchý Důl u Klášterce nad Ohří, Velká Lesná und Vernéřov.

### Nachbarorte
| Měděnec (Kupferberg) | Domašín (Tomitschan)                        | Výsluní (Sonnenberg) |
| Perštejn (Pürstein)  | Kompassrose, die auf Nachbargemeinden zeigt | Kadaň (Kaaden)       |
| Okounov (Okenau)     | Truppenübungsplatz Hradiště                 |                      |

## Geschichte

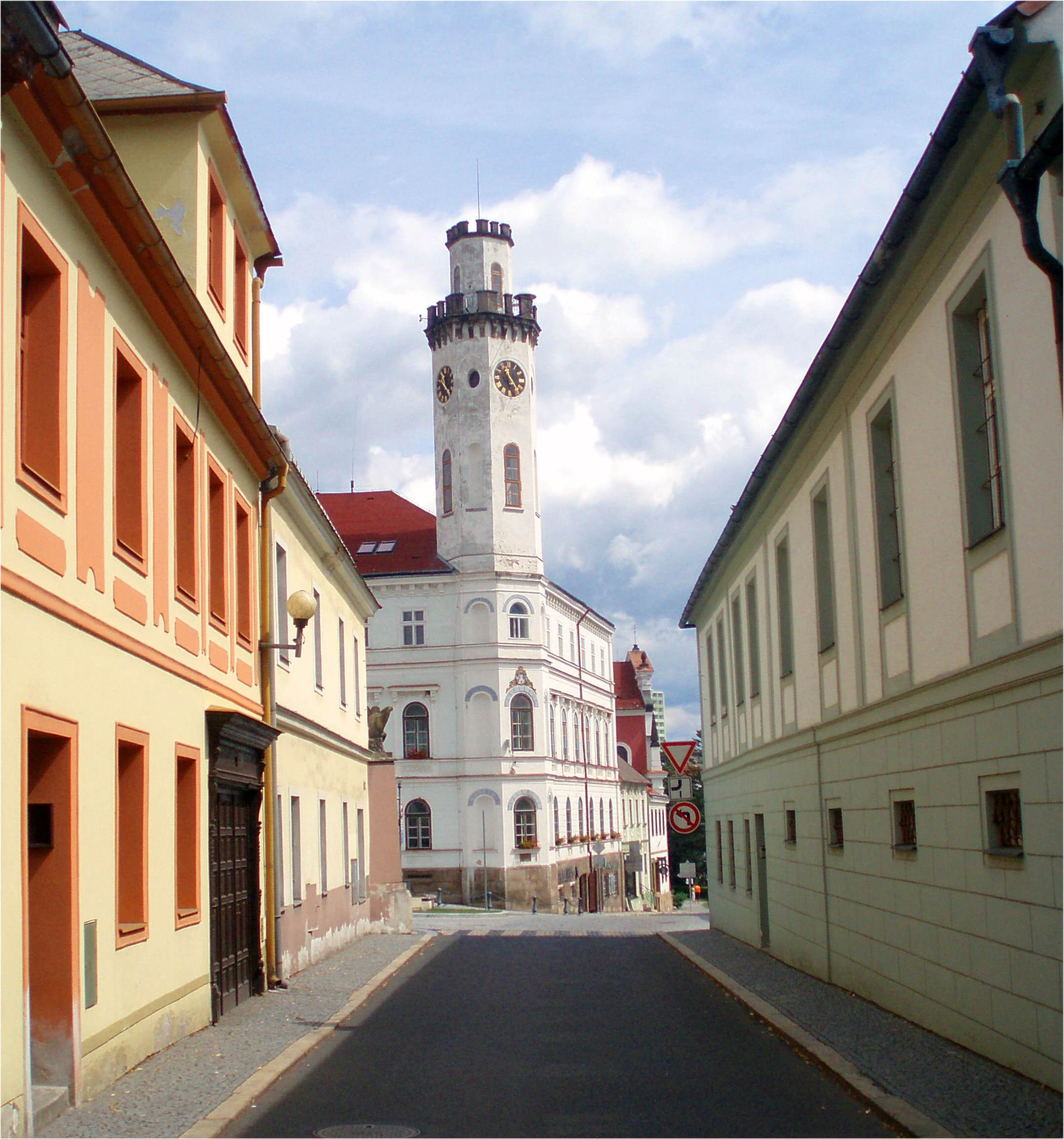
Gasse der Innenstadt mit dem Rathaus am Straßenende

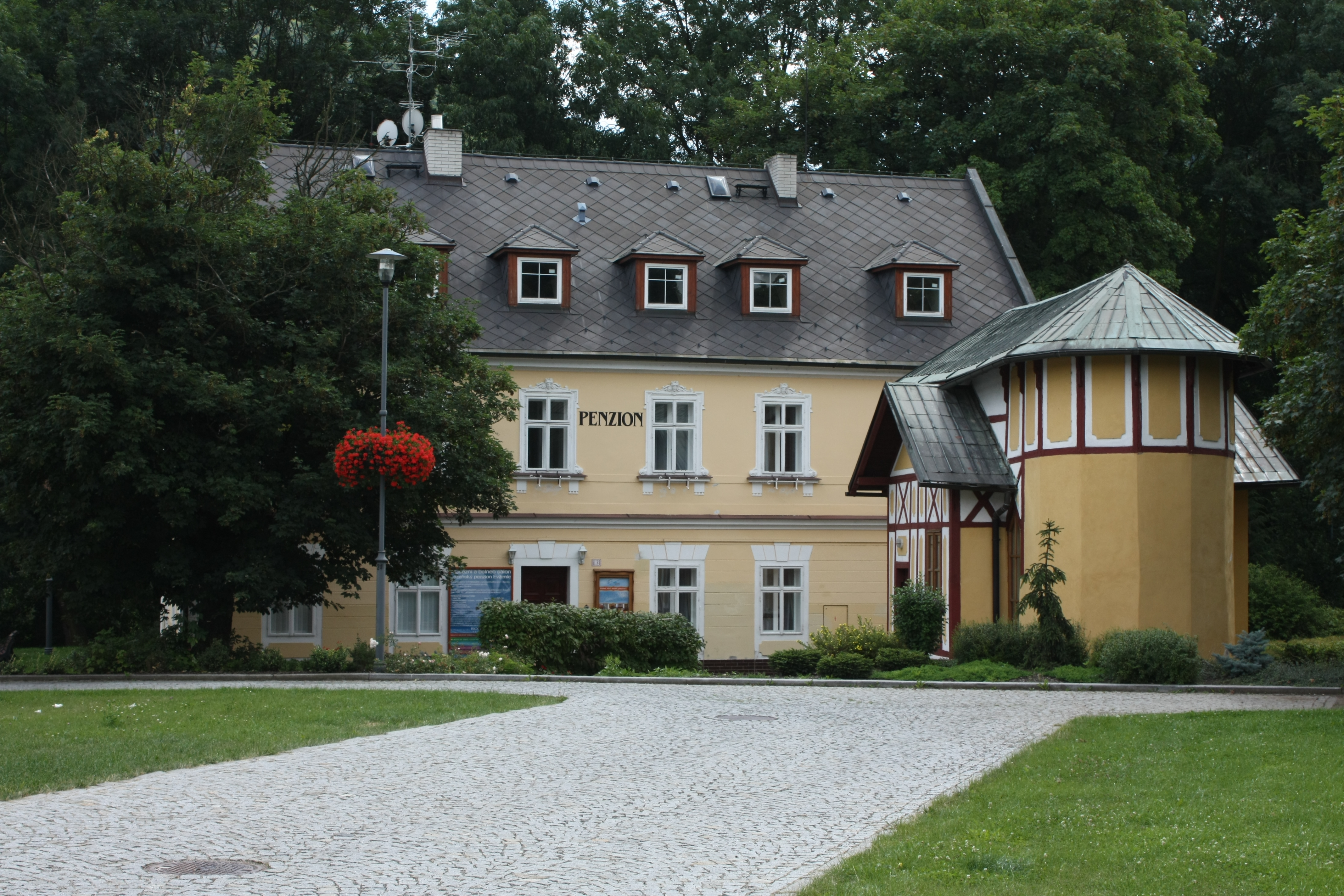
Brunnenhaus der Eugenienquelle

Werbung für den Sauerbrunnen (Eugenienquelle)

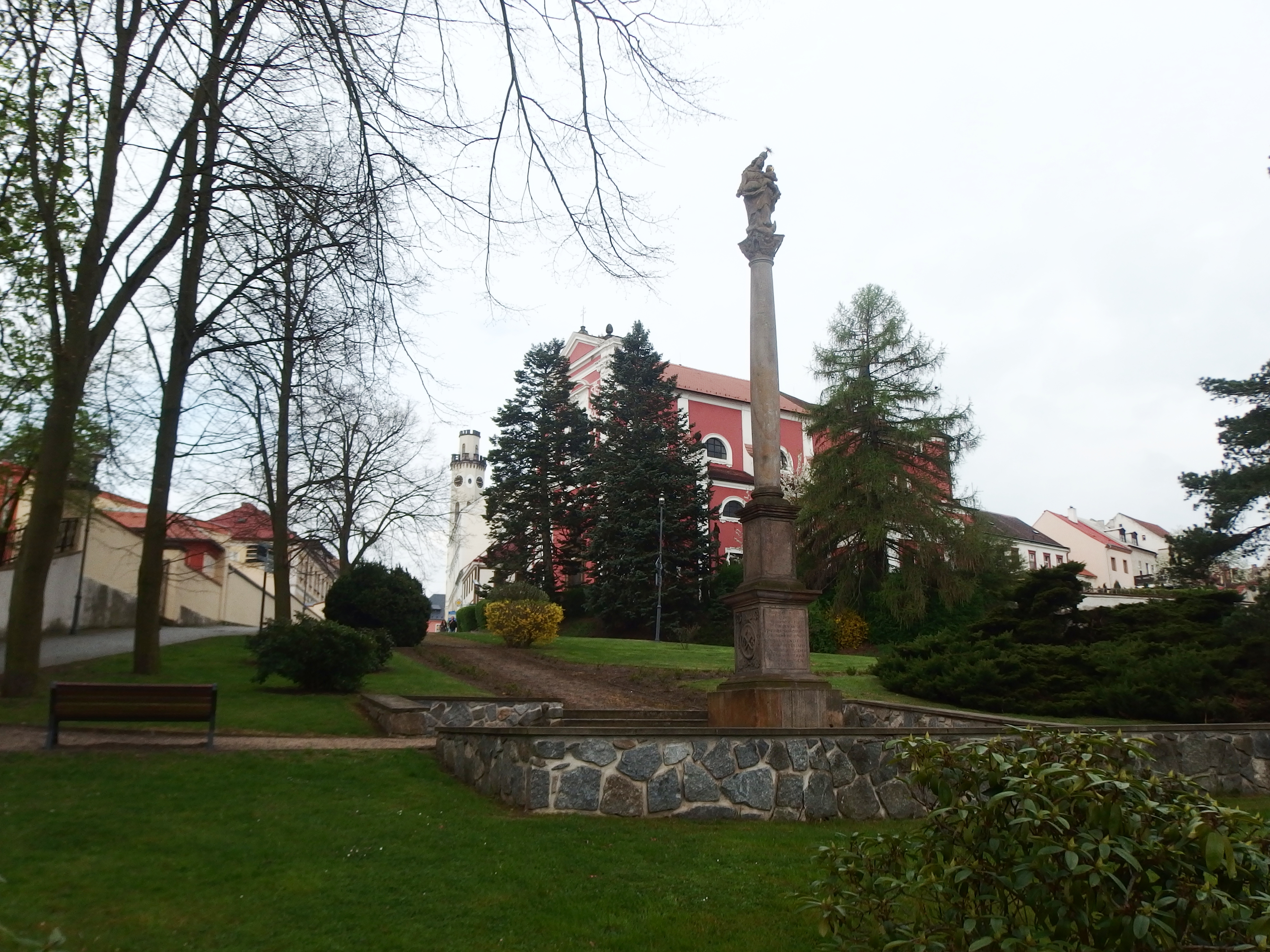
Madonnenstatue (1699) aus der abgerissenen Stadt Preßnitz, versetzt um 1974 nach Klösterle

Im 12. Jahrhundert warben Angehörige aus dem Haus der Přemysliden durch Lokatoren deutsche Siedler in die nahezu unbewohnte Grenzregion. Den Siedlern wurden Privilegien gewährt und die Eigentümer der Grundherrschaften versprachen sich wirtschaftlichen Nutzen durch deren Leistungen. 1352 wurde der Ort erstmals schriftlich erwähnt. Zum damaligen Zeitpunkt errichtete der Benediktinerorden vom Kloster Postelberg aus eine Propstei, die noch im 13. Jahrhundert aufgelöst wurde. Nach Beendigung des Sächsischen Bruderkrieges wurde Apel Vitzthum der Ältere zu Roßla 1452 des Landes verwiesen und fand in Böhmen 1453 als Rat des dortigen Königs eine neue Lebensbasis und erwarb auch die Grundherrschaften Klösterle und die Neuschönburg.
Die Familie Thun und Hohenstein konnte als Folge der veränderten politischen Lage nach der Schlacht am Weißen Berg im Dreißigjährigen Krieg im Jahre 1621 Schloss Klösterle sowie weitere Ländereien erwerben und sie behielt diese bis Mitte des 20. Jahrhunderts bis zum Ende des Zweiten Weltkriegs im Mai 1945. Letzter Besitzer von Schloss Klösterle war Matthias Graf von Thun-Hohenstein. Unter seiner Herrschaft wurde die Barockkirche „Der allerheiligsten Dreifaltigkeit“ erbaut, das Schloss im neugotischen Stil umgebaut und der Schlosspark als Englischer Landschaftsgarten mit einer Sala terrena fertiggestellt.
Nach der Gründung der ersten Porzellanmanufakturen in Böhmen 1792 in Schlaggenwald und 1794 durch Johann Nikolaus Weber (1734–1801), Oberforstmeister und Oberdirektor der Graf Thun´schen Herrschaft in Klösterle an der Eger
gewann die Stadt an wirtschaftlicher Bedeutung. Die Fabrik wurde von Christian Nonne (1733–1813), Gründer der Porzellanfabrik Gießhübel bei Luditz, gepachtet und stellte so schönes Porzellan, dekoriert u. a. von dem Porzellanmaler Anton Nabichl (* um 1840), her, dass es in der ganzen Habsburgermonarchie bekannt wurde. Der Sohn des Johann Nikolaus Weber, Josef Weber, am 3. Februar 1855 in Klösterle geboren, übernahm von der Stadtgemeinde den Sauerbrunn in Pacht und sorgte dafür, dass der „Klösterle Sauerbrunn“ auf den Märkten bekannt wurde, erwarb den „Weberschaner Sauerbrunn“ und die „Bitterwasserquelle Pullna“ und begann, aus Klösterle einen Kurort zu machen. In Klösterle liegt auch der Ursprung der sogenannten Karlsbader Kaffeemaschine, deren erstes Exemplar im Jahr 1878 von der K. K. Priv. Graf Oswald von Thun'schen Porcellanfabrik gefertigt wurde. In der Stadt wird bis heute Porzellan unter der Marke „THUN“, in Anlehnung an die Gründerfamilie Thun-Hohenstein, produziert.
Im Jahr 1918 wurde Klösterle Bestandteil der neu geschaffenen Tschechoslowakei. Im Rahmen des Münchner Abkommens wurde die Stadt dem Deutschen Reich zugesprochen, und sie gehörte von 1938 bis 1945 zum Landkreis Kaaden, Regierungsbezirk Eger, im Reichsgau Sudetenland. Nach dem Zweiten Weltkrieg wurden die deutschsprachigen Einwohner im Zuge der Beneš-Dekrete vertrieben. Die Eisenbahntransporte der Vertriebenen gingen über den Bahnhof Cheb (Eger) nach Bayern.

## Bevölkerung
Bis 1945 war  Klösterle  an der Eger  überwiegend von Deutschböhmen besiedelt, die im Zuge der Beneš-Dekrete vertrieben wurden.
Bevölkerungsentwicklung  bis 1945
| Jahr | Einwohner | Anmerkungen                                       |
| ---- | --------- | ------------------------------------------------- |
| 1785 | 0 k. A.   | 165 Häuser                                        |
| 1830 | 1.034     | in 177 Häusern                                    |
| 1843 | 1.162     | in 179 Häusern, ausschließlich deutsche Einwohner |
| 1900 | 2.768     | deutsche Einwohner                                |
| 1921 | 2.452     | davon 2.403 (98 %) Deutsche                       |
| 1930 | 2.226     | davon 41 (2 %) andere                             |
| 1939 | 2.500     | [ 17 ]                                            |

Bevölkerungsentwicklung nach Ende des Zweiten Weltkriegs
(Stand: 31.12. des jeweiligen Jahres)
| Jahr | Einwohner |
| ---- | --------- |
| 1971 | 08.887    |
| 1980 | 13.286    |
| 1990 | 16.890    |
| 2000 | 16.123    |

| Jahr | Einwohner |
| ---- | --------- |
| 2010 | 15.479    |
| 2020 | 14.365    |
| 2022 | 14.324    |

## Sehenswürdigkeiten

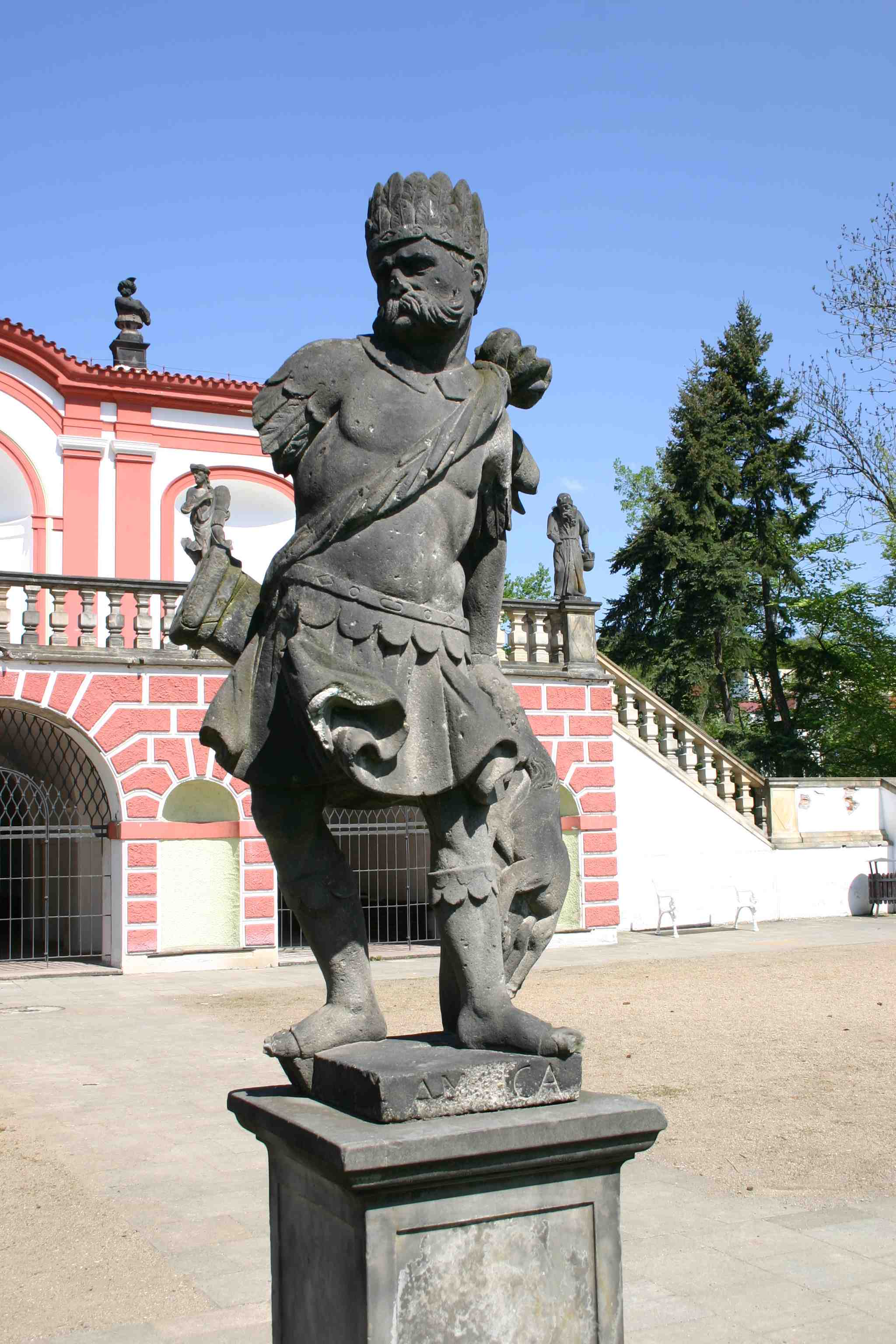
Im Schlosspark

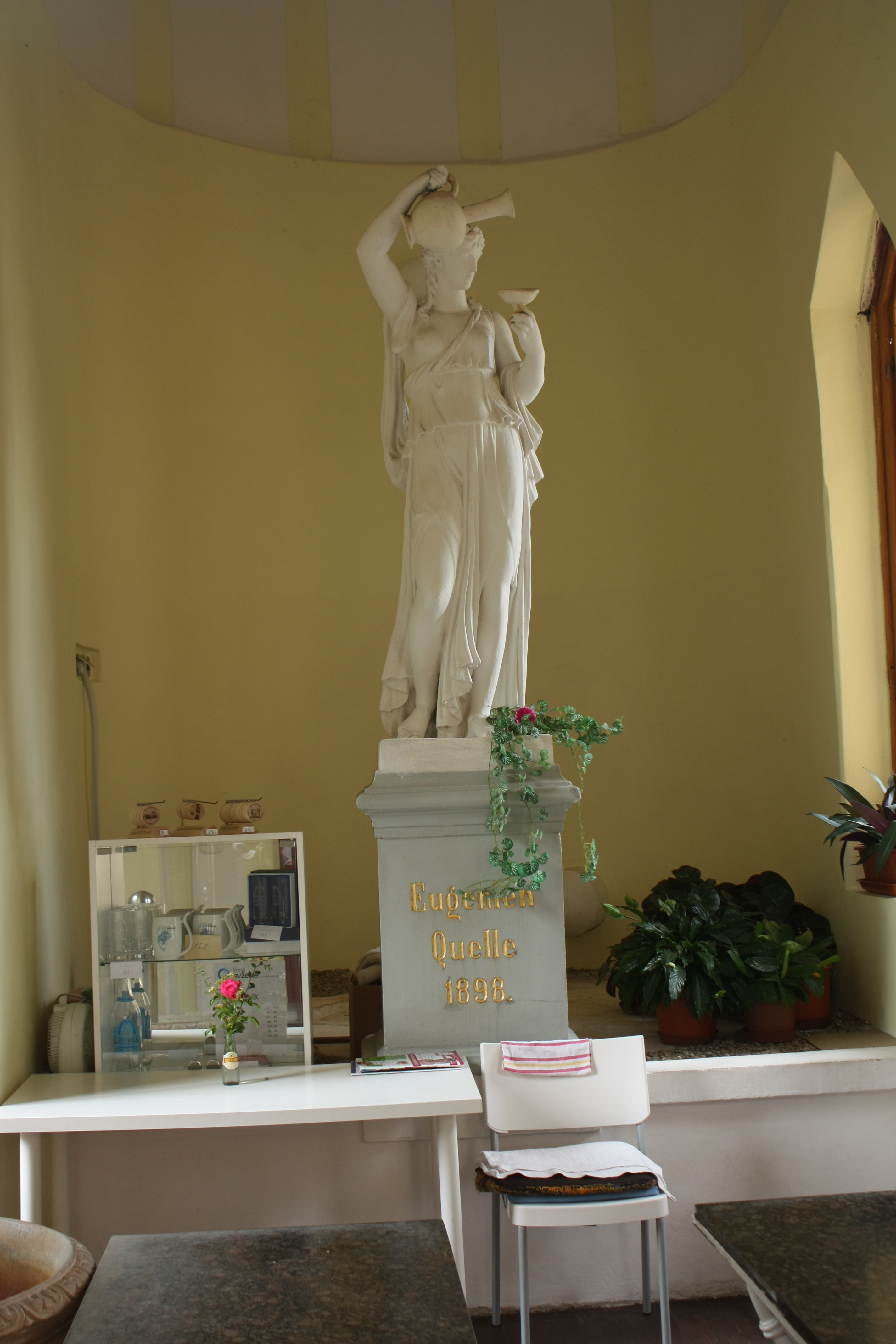
Brunnenhaus der Eugenienquelle

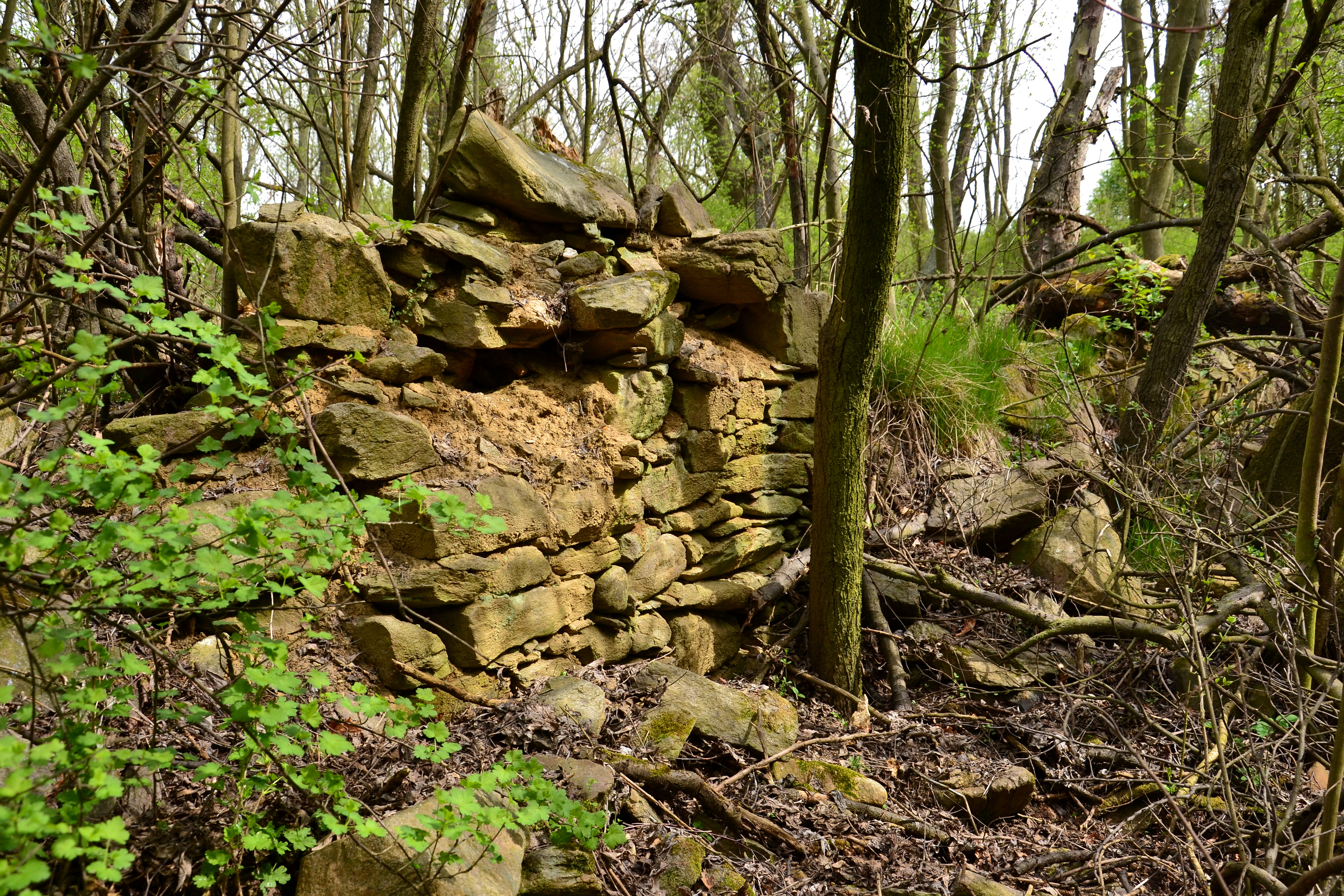
Schlossruine Wernsdorf

- Schloss Klösterle mit Sala terrena und Schlosspark sowie Porzellanmuseum
- Dreifaltigkeitskirche von Carlo Lurago mit Thunscher Grabkapelle
- Heiligen-Skulpturen an der Dreifaltigkeitskirche
- Marktplatz mit rekonstruierten Bürgerhäusern, Brunnen und Dreifaltigkeitssäule
- Wallfahrtskirche „Maria Trost“ und Friedhofskapelle am Friedhof von Johann Christoph Kosch (um 1760)
- Kurbad Eugenie (Lázně Evženie) mit Kuranlagen und drei Mineralquellen mit hohem Lithium-Gehalt:
  - Quelle Eugenie aus 12 m Tiefe
  - Quelle Klášterec aus 120 m Tiefe
  - Stadtquelle aus 90 m Tiefe
- Sauerbrunnen von 1898 am Weg nach Rašovice (Roschwitz) nahe der Eger
- Reste des Schlosses Felixburk (Felixburg) im Ortsteil Rašovice
- Ruine der spätgotischen Burg Egerberk (Egerberg) nordwestlich vom Ortsteil Lestkov (Leskau)
- Wüstung Niklasdorf: im abgesiedelten Ortsteil Niklasdorf (Mikulovice), westlich von Klösterle, befindet sich die erhaltene Dorfkirche „Heiliger Nikolaus“ (2018 in Restauration) mit Resten des Friedhofes. Mindestens zwei Denkmale aus Niklasdorf (u. a. der Heilige Nepomuk) wurden in die Stadt Klösterle vor die Dreifaltigkeitskirche versetzt.
- Bunkerlinie (vor 1938) als Teil des Tschechoslowakischen Walles nördlich von Lestkov (Leskau) am Berghang über der Südseite der Eger
- Ruine der Šumburk (Schönburg, auch Neuschönburg genannt) westlich von Klösterle auf dem Berg Šumná
- Schlossruine Vernéřov (Wernsdorf), Grundmauerreste des Barockschlosses am Ostrand des Industriegebietes Klösterle im Areal der Wüstung Wernsdorf. Dorf und Schloss wurden 1986 abgerissen.
- Burgstall Funkštejn

## Städtepartnerschaften
- Baarn, Niederlande
- Großrückerswalde, Deutschland

## Wirtschaft
Seit 1976 arbeitet im Ortsteil Hradiště eine Wasseraufbereitungsanlage mit Energiegewinnung der Trinkwassertalsperre Preßnitz. Das Wasser aus der Talsperre versorgt hauptsächlich die Städte Klösterle an der Eger, Kaaden, Komotau und Brüx mit Trinkwasser.
siehe dazu: Talsperre Preßnitz#Wasseraufbereitungsanlage in Hradiště und Versorgungsgebiet der Talsperre

## Persönlichkeiten

### Söhne und Töchter der Stadt
- Sigmund von Thun und Hohenstein (1827–1897), Politiker, Statthalter des Kaisers in Mähren und Landespräsident von Salzburg
- Josef Hoßner (1874–1935), Lehrer und Heimatforscher, geboren in Leskau
- Eduard Enzmann (1882–1965), Landschaftsmaler; geboren in Wernsdorf-Faberhütten
- Meinrad Langhammer (1884–1942), Militärgeistlicher
- Rudolf Langhammer (1889–1958), Lehrer, Archivar und Historiker
- Jane Darling (* 1980), Pornodarstellerin
- Tomáš Šťastný (* 1991), E-Sportler

### Personen mit Bezug zur Stadt
- Johann Brokoff (1652–1718), Schnitzer und Bildhauer, lebte 1685–1687 auf Einladung von Oswald von Thun im Ort und erstellte allegorische Skulpturen (Trition-Skulptur im Schloss, Vier Jahreszeiten, Büste der drei Türken)
- Carl Immanuel Löscher (1750–1813), Konstrukteur und der Erfinder der Mammutpumpe, war bis 1793 Bergmeister beim Gräflich Thunschen Bergamt
- Karl Venier (1812–1876), Pionier der böhmischen Porzellanindustrie und Erfinder eines Porzellanbrennofen mit Gasfeuerung, starb in Klösterle